# Josh Adams (Footballspieler)
Josh Adams (* 29. Oktober 1996 in Warrington, Pennsylvania) ist ein ehemaliger US-amerikanischer American-Football-Spieler auf der Position des Runningbacks und aktueller -trainer. Aktuell ist er Assistant Runningbacks Coach der Vanderbilt University. Als Spieler spielte er für mehrere Teams der National Football League (NFL), unter anderem die Philadelphia Eagles und die New York Jets.

## Frühe Jahre
Adams wuchs in seiner Geburtsstadt auf und besuchte dort die Central Bucks High School South. Dort fiel er durch gute Leistungen auf und wurde von USA Today ins All-USA Pennsylvania Football Team berufen. Daraufhin erhielt er ein Stipendium der University of Notre Dame, für die er von 2015 bis 2017 spielte. Anfangs war er zwar nur der dritte Runningback, aber er bekam nach einer Verletzung von Starter Tarean Folston mehr Einsatzzeiten. Daraufhin überzeugte er und konnte sogar Darius Walkers Rekord für die meisten Rushing Yards eines Freshman der University of Notre Dame aus dem Jahr 2004 brechen, er kam auf 835. Im Fiesta Bowl 2016 erlief er zwar einen Touchdown, konnte die Niederlage gegen die Ohio State University allerdings nicht verhindern. Auch in den folgenden beiden Jahren zählte Adams zu den Leistungsträgern in der Offense der Notre Dame Fighting Irish. Insgesamt kam er in den drei Jahren in 38 Spielen zum Einsatz, er lief 481 Mal mit dem Ball für 3198 Yards und 20 Touchdowns, zusätzlich fing er noch 41 Mal den Ball für 336 Yards und 2 Touchdowns.

## Karriere als Spieler

### Philadelphia Eagles
Trotz der guten Statistiken aus seiner Collegezeit wurde Adams beim NFL Draft 2018 von keinem Team ausgewählt. Infolgedessen unterschrieb er einen Vertrag als Undrafted Free Agent beim damaligen Super Bowl Gewinner, den Philadelphia Eagles. Am 1. September 2018 wurde er jedoch gewaived, tags darauf erhielt er einen Platz im Practice Squad der Eagles. Am 18. September wurde er in den richtigen Kader aufgenommen. Sein NFL-Debüt gab er am 3. Spieltag beim 20:16-Sieg der Eagles gegen die Indianapolis Colts, dabei hatte er 6 Läufe für 30 Yards. Seinen ersten Touchdown erzielte er bei der 7:48-Niederlage gegen die New Orleans Saints am 11. Spieltag, gleichzeitig seinem ersten Spiel als Starter. Am darauffolgenden Spieltag konnte er beim 25:22-Sieg gegen die New York Giants erneut einen Touchdown erlaufen, und zusätzlich eine Two-Point-Conversion erzielen. Somit sorgte er für 8 Punkte in diesem Spiel. Mit den Eagles erreichte Adams 9 Siege bei 7 Niederlagen und qualifizierte sich somit für die Playoffs. Dort gab er sein Debüt beim 16:15-Sieg der Eagles gegen die Chicago Bears in der Wildcard-Runde. Bei der darauffolgenden Niederlage gegen die Saints kam er allerdings nicht zum Einsatz. Insgesamt hatte er in der Saison 120 Läufe für 511 Yards und 3 Touchdowns. Am 31. August 2019 wurde er erneut von den Eagles gewaived.

### New York Jets
Tags darauf unterschrieb er einen Vertrag fürs Practice Squad der New York Jets, am 5. November 2019 wurde er in den richtigen Kader aufgenommen. Daraufhin gab er sein Debüt für die Jets am 10. November bei deren 34:27-Sieg gegen die New York Giants. In der Saison 2020 wechselte er erneut mehrmals zwischen dem Practice Squad und dem Spieltagskader der Jets, konnte jedoch direkt am 1. Spieltag bei der 17:27-Niederlage gegen die Buffalo Bills seinen ersten Touchdown für das Team erzielen. Insgesamt kam er in seinen beiden Jahren bei den Jets jedoch nicht über die Rolle eines Backups hinaus. Am 31. August 2021 wurde im Rahmen der Kaderverkleinerung auf 53 Spieler von den Jets entlassen und am Tag darauf in den Practice Squad aufgenommen. Im September wurde er in den Spieltagskader befördert, kam jedoch lediglich bei der 0:26-Niederlage gegen die Denver Broncos am 3. Spieltag zum Einsatz. Am 2. Oktober entließen die Jets Adams erneut.

### New Orleans Saints
Am 10. November 2021 nahmen die New Orleans Saints Adams nach einem Probetraining für ihren Practice Squad unter Vertrag. Am 4. Januar 2022 wurde er jedoch von den Saints entlassen, ohne für die zum Einsatz gekommen zu sein. Am 24. Januar 2022 unterschrieb Adams für die Saison 2022 erneut bei den Saints. Im Mai 2022 wurde er jedoch von den Saints erneut entlassen.

### Michigan Panthers
Nachdem Adams während der gesamten Saison 2022 ein Free Agent geblieben war, unterschrieb er am 28. Dezember 2022 einen Vertrag bei den Michigan Panthers in der USFL. Im März 2023 beendete er seine Spielerkarriere, um als Trainer bei den Vanderbilt Commodores aktiv zu werden.

## Karriere als Trainer
Zur Saison 2023 begann Adams eine Karriere als Footballtrainer an der Vanderbilt University. Zunächst wurde er unter Cheftrainer Clark Lea Offensive Quality Control Coach, ehe er zur Saison 2024 zum Assistant Runningbacks Coach aufstieg.

## Karrierestatistiken

### Regular Season
| Saison                             | Team             | Spiele | Spiele      | Gelaufen | Gelaufen | Gelaufen | Gelaufen | Gelaufen | Gefangen  | Gefangen | Gefangen | Gefangen | Gefangen | Fumbles | Fumbles  |
| Saison                             | Team             | Spiele | als Starter | Versuche | Yards    | Avg      | Lang     | TD       | Passfänge | Yards    | Avg      | Lang     | TD       | Gesamt  | Verloren |
| ---------------------------------- | ---------------- | ------ | ----------- | -------- | -------- | -------- | -------- | -------- | --------- | -------- | -------- | -------- | -------- | ------- | -------- |
| 2018                               | Eagles           | 14     | 5           | 120      | 511      | 4,3      | 29       | 3        | 7         | 58       | 8,3      | 13       | 0        | 1       | 1        |
| 2019                               | Jets             | 3      | 0           | 8        | 12       | 1,5      | 10       | 0        | 0         | 0        | 0,0      | 0        | 0        | 0       | 0        |
| 2020                               | Jets             | 8      | 0           | 29       | 157      | 5,4      | 25       | 2        | 6         | 29       | 4,8      | 11       | 0        | 0       | 0        |
| 2021                               | Jets             | 1      | 0           | 0        | 0        | 0,0      | 0        | 0        | 0         | 0        | 0,0      | 0        | 0        | 0       | 0        |
| Gesamte Karriere                   | Gesamte Karriere | 26     | 5           | 157      | 680      | 4,3      | 29       | 5        | 13        | 87       | 6,7      | 13       | 0        | 1       | 1        |
| Quelle: pro-football-reference.com |                  |        |             |          |          |          |          |          |           |          |          |          |          |         |          |

### Playoffs
| Saison                             | Team             | Spiele | Spiele      | Gelaufen | Gelaufen | Gelaufen | Gelaufen | Gelaufen | Gefangen  | Gefangen | Gefangen | Gefangen | Gefangen | Fumbles | Fumbles  |
| Saison                             | Team             | Spiele | als Starter | Versuche | Yards    | Avg      | Lang     | TD       | Passfänge | Yards    | Avg      | Lang     | TD       | Gesamt  | Verloren |
| ---------------------------------- | ---------------- | ------ | ----------- | -------- | -------- | -------- | -------- | -------- | --------- | -------- | -------- | -------- | -------- | ------- | -------- |
| 2018                               | Eagles           | 1      | 0           | 1        | 2        | 2,0      | 2        | 0        | 0         | 0        | 0,0      | 0        | 0        | 0       | 0        |
| Gesamte Karriere                   | Gesamte Karriere | 1      | 0           | 1        | 2        | 2,0      | 2        | 0        | 0         | 0        | 0,0      | 0        | 0        | 0       | 0        |
| Quelle: pro-football-reference.com |                  |        |             |          |          |          |          |          |           |          |          |          |          |         |          |